# Pekao Open 2016
Il Pekao Szczecin Open 2016 è stato un torneo di tennis facente parte della categoria ATP Challenger Tour nell'ambito dell'ATP Challenger Tour 2016. È stata la 24ª edizione del torneo e si è giocato a Stettino in Polonia dal 12 al 18 settembre 2016 su campi in terra rossa, con un montepremi di €106.500+H.

## Partecipanti singolare

### Teste di serie
| Nazionalità | Giocatore            | Testa di serie |
| ----------- | -------------------- | -------------- |
| Spagna      | Marcel Granollers    | 1              |
| Spagna      | Inigo Cervantes      | 2              |
| Germania    | Dustin Brown         | 3              |
| Moldavia    | Radu Albot           | 4              |
| Georgia     | Nikoloz Basilashvili | 5              |
| Russia      | Teimuraz Gabashvili  | 6              |
| Spagna      | Albert Montanes      | 7              |
| Italia      | Marco Cecchinato     | 8              |

### Altri partecipanti
Giocatori che hanno ricevuto una wild card:
- Casper Ruud
- Pawel Cias
- Michal Przysiezny

Giocatori che sono passati dalle qualificazioni:
- Petr Michnev
- Vladimir Ivanov
- Mathias Bourgue
- Peter Torebko

## Vincitori

### Singolare
Alessandro Giannessi ha battuto in finale  Dustin Brown con il punteggio di 6–2, 6–3.

### Doppio
Andre Begemann /  Aljaksandr Bury hanno battuto in finale  Johan Brunström /  Andreas Siljeström con il punteggio di 7–6(3), 6(7)–7, [10–4],